# Selfish
«Selfish» es una canción del rapero norteamericano Future para su sexto álbum de estudio, Hndrxx (2017), con la cantante y compositora barbadense Rihanna, la canción fue lanzada como el primer sencillo de Hndrxx el 28 de febrero de 2017. La pista fue producida por Detail, Major Seven y Mantra.

## Composición
Selfish tiene influencias de los géneros R&B y música pop. La voz de Future es masterizada con Auto-Tune.

## Posicionamiento en listas

### Semanales
| País            | Lista                   | Mejor posición |
| --------------- | ----------------------- | -------------- |
| Australia       | ARIA Top 100 Singles    | 37             |
| Bélgica (Fl)    | Ultratip                | 4              |
| Bélgica (Wl)    | Ultratip                | 18             |
| Canadá          | Canadian Hot 100        | 28             |
| Eslovaquia      | Singles Digitál Top 100 | 35             |
| Estados Unidos  | Billboard Hot 100       | 37             |
| Estados Unidos  | Rhythmic Songs          | 13             |
| Francia         | SNEP                    | 34             |
| Irlanda         | IRMA                    | 78             |
| Nueva Zelanda   | NZ Top 40               | 17             |
| Portugal        | AFP                     | 34             |
| Reino Unido     | Official Charts Company | 94             |
| República Checa | Singles Digitál Top 100 | 36             |
| Suecia          | Sverigetopplistan       | 80             |
| Suiza           | Schweizer Hitparade     | 51             |

### Certificaciones
| País           | Organismo certificador | Certificación | Ventas certificadas | Ref.   |
| -------------- | ---------------------- | ------------- | ------------------- | ------ |
| Australia      | ARIA                   | Platino       | 70 000              | [ 20 ] |
| Canadá         | Music Canada           | Oro           | 40 000              | [ 21 ] |
| Estados Unidos | RIAA                   | Platino       | 1 000 000           | [ 22 ] |
| Nueva Zelanda  | RMNZ                   | Oro           | 15 000              | [ 23 ] |
| Suecia         | IFPI — Suecia          | Oro           | 20 000              | [ 24 ] |